# Leucania penicillata
Leucania penicillata är en fjärilsart som beskrevs av Moore 1881. Leucania penicillata ingår i släktet Leucania och familjen nattflyn. Inga underarter finns listade i Catalogue of Life.